# بیپین سینگ
بیپین سینگ (انگلیسی: Bipin Singh Thounaojam؛ زادهٔ ۱۰ مارس ۱۹۹۵) بازیکن فوتبال اهل هند است.
وی همچنین در تیم ملی فوتبال هند بازی کرده‌است.